# Ditlev Ræder
Nicolai Ditlev Ammon Ræder (6. juli 1790 på Næs, Gryttens Præstegæld i Romsdalen – 20. november 1867 i København) var en dansk politiker og borgmester, bror til Jacob, Johan Christopher Ræder og Philip Ræder.

## Karriere
Han var søn af kaptajn, senere oberstløjtnant Johan Georg Ræder (1751-1808) og Catharina Margaretha født Lind (1759-1820). Han blev 1809 student fra Herlufsholm og 1812 juridisk kandidat, 1814 auditør i Rendsborg og 1827 borgmester i Horsens, hvilket embede han varetog indtil 1858. Han skildres som "en nidkjær, arbejdsom og retsindig Embedsmand", der bragte byens anliggender i god orden; han viste stor sparsommelighed og forsigtighed og samlede kapitaler til fremtidigt brug. Han gennemførte byjordernes udstykning 1851, fremmede havnens udvidelse 1856-57 og anlægget Christianelund 1841 samt fik bygget et nyt rådhus 1854 og sygehus 1858. Ved sin afgang blev han også udnævnt til æresborger. Han blev 1845 medlem af Kommissionen til Opførelse af en ny Straffeanstalt og var 1853-57 direktør for denne.

## Folkevalgt
Han valgtes 1847 til stænderdeputeret og gav næste år møde i Viborg; valgtes 1848 til Den Grundlovgivende Rigsforsamling og hørte her til den konservative side. Han stemte imod Septemberanordningen og for Ørsteds forslag til Rigsdagens ordning. Han tog ikke ringe del i forhandlingerne, var imod den almindelige værnepligts hovedkulds indførelse såvel som imod næringsfrihed og nævninger, talte især skarpt imod den almindelige valgret og ville sikre købstæderne en tredjedel af rigsdagsmændene. 1840 blev han Ridder af Dannebrog, 1849 etatsråd og 1857 Dannebrogsmand. Han døde 20. november 1867 i København.

## Ægteskaber
Han blev gift 1. gang 11. juni 1820 i Rendsborg med Maria Christina Fischer (10. februar 1801 i Rostock – 24. marts 1831 i Horsens), datter af købmand i Rendsborg Hermann Fischer og Anna Charlotta Stintzing. Gift 2. gang 23. december 1832 i Kiel med Amalia Brigitta Christina Luders (14. september 1810 i Kiel – 16. november 1884 i København), datter af Thomas Christian Luders (ca. 1777-1851) og Margarethe Elisabeth Stintzing (ca. 1783-1865).
Han er begravet på Garnisons Kirkegård. Rædersgade i Horsens er opkaldt efter ham.
Ræder er gengivet i et litografi 1855 af Em. Bærentzen & Co. (Det Kongelige Bibliotek). Portrætmaleri af Jørgen Roed (1858, Horsens Rådhus). Desuden flere malerier.